# Дмоховский, Леонтий-Людомир
Леонтий-Людомир Дмоховский (укр. Леонтій-Людомир Дмоховський; 1 июля 1909, Тернополь, Австро-Венгрия — 26 августа 1981, Хьюстон, США) — американский медик украинского происхождения, профессор вирусологии Колумбийского и Техасского университетов. Первооткрыватель вирусной природы раковых опухолей. Основоположник школы онкологической вирусологии. Пионер применения электронной микроскопии в этой области. Доктор медицины (1937).

## Биография
Сын священника. В 1933 году окончил Львовский университет, стал членом Украинского врачебного общества.
В 1935 году переехал в Варшаву. В 1935—1938 годах работал ассистентом отдела бактериологии и экспериментальной медицины в Институте гигиены, занимался проблемами рака в лаборатории профессора Гиршфельда. В 1937 году получил степень доктора медицины в Варшавском университете.
С 1938 года, получив специальную стипендию, Л. Дмоховский переехал в Лондон, работал в Королевском институте исследования рака.
С 1951 года — в США, проводил исследования в области иммунологии, серологии опухолей, вирусологии, генетики и эндокринологии.
Одним из первых открыл в 1953 году вирусное происхождение злокачественных опухолей. С 1954 году — руководитель отдела вирусологии и электронной микроскопии при Институте рака США им. А. Д. Андерсона университета штата Техас.
Автор и соавтор более 450 научных работ в области иммунологии, серологии, эндокринологии, вирусологии в их связи с экспериментальной и клинической онкологией.
Пионер в применении электронной микроскопии в онкологической вирусологии, первым открыл вирусы в лейкемии и в злокачественных опухолях груди мышей. Дальнейшими исследованиями доказал присутствие соответствующих вирусов у людей.
Будучи первым среди первых в онкологической вирусологии, высказал оригинальные взгляды и применил оригинальные методы изучения соотношения вирусов к раку. Последнее подтверждение его исследований пришло уже после смерти ученого с открытием в 1982 году генов рака.
Большинство онкологических вирусологов мира были непосредственными учениками доктора Дмоховского или профессионально сформировались под его влиянием. Это особенно касается японских учёных того времени, которые почти все совершенствовали свои знания под его руководством.
Доктор Л. Дмоховский был консультантом Института рака США и различных академических и исследовательских учреждений, почётным членом многих американских и международных организаций. Отмечен многочисленными наградами и почётными академическими степенями. Многолетний член Украинского врачебного общества Северной Америки и Научного общества им. Т. Шевченко.
Умер от сердечного приступа.